# 陳柟
陳柟（？—？），字昚斋、东樊，号东鹿，浙江仁和人，清朝政治人物，榜眼及第。
乾隆十三年（年）登进士一甲第二名（榜眼），授翰林院编修，余事不详。